# Tour Down Under 2002
Le Tour Down Under 2002 est la quatrième édition du Tour Down Under, course cycliste par étapes qui s'est déroulée du 15 au 20 janvier. 
Cette édition est remportée par le coureur australien Michael Rogers.

## Équipes participantes
| Team AIS (Australian Institute of Sport) | Domo-Farm Frites | Team Telekom    | La Française des jeux |
| Team UniS-Australia                      | Lotto-Adecco     | AG2R Prévoyance | Mapei-Quick Step      |
| United Water                             | Team CSC-Tiscali | Crédit agricole | Saeco                 |

## Résultats des étapes
| Nb | Date       | Étape                  | Distance | Vainqueur      | Pays      | Équipe           |
| -- | ---------- | ---------------------- | -------- | -------------- | --------- | ---------------- |
| 1  | 15 janvier | Glenelg                | 47,0 km  | Robbie McEwen  | Australie | Lotto-Adecco     |
| 2  | 16 janvier | Hahndorf - Strathalbyn | 150,0 km | Michael Rogers | Australie | Team AIS         |
| 3  | 17 janvier | Willunga - Willunga    | 149,0 km | Robbie McEwen  | Australie | Lotto-Adecco     |
| 4  | 18 janvier | Unley - Victor Harbor  | 141,0 km | Robbie McEwen  | Australie | Lotto-Adecco     |
| 5  | 19 janvier | Gawler - Tanunda       | 156,0 km | Cadel Evans    | Australie | Mapei-Quick Step |
| 6  | 20 janvier | Adelaide               | 90,0 km  | Robbie McEwen  | Australie | Lotto-Adecco     |

## Classement final
| Pos. | Coureur             | Pays      | Temps            |
| ---- | ------------------- | --------- | ---------------- |
| 1    | Michael Rogers      | Australie | 16 h 59 min 44 s |
| 2    | Alexandre Botcharov | Russie    | + 21 s           |
| 3    | Patrick Jonker      | Australie | + 30 s           |
| 4    | Cadel Evans         | Australie | + 40 s           |
| 5    | Daniele Nardello    | Italie    | + 58 s           |
| 6    | Paul Van Hyfte      | Belgique  | + 3 min 14 s     |
| 7    | Stuart O'Grady      | Australie | + 3 min 57 s     |
| 8    | Andrea Tafi         | Italie    | + 4 min 36 s     |
| 9    | Anthony Morin       | France    | + 4 min 40 s     |
| 10   | Steffen Wesemann    | Allemagne | + 5 min 28 s     |

## Classement des étapes
| Pos. | Coureur           | Pays      | Temps |
| ---- | ----------------- | --------- | ----- |
| 1    | Robbie McEwen     | Australie | ?     |
| 2    | Corey Sweet       | Australie | m.t.  |
| 3    | Jans Koerts       | Pays-Bas  | m.t.  |
| 4    | Max van Heeswijk  | Pays-Bas  | m.t.  |
| 5    | Glenn D'Hollander | Belgique  | m.t.  |

| Pos. | Coureur             | Pays      | Temps |
| ---- | ------------------- | --------- | ----- |
| 1    | Michael Rogers      | Australie | ?     |
| 2    | Fabio Sacchi        | Italie    | m.t.  |
| 3    | Andrea Tafi         | Italie    | m.t.  |
| 4    | Alexandre Botcharov | Russie    | m.t.  |
| 5    | Anthony Morin       | France    | m.t.  |

| Pos. | Coureur          | Pays      | Temps |
| ---- | ---------------- | --------- | ----- |
| 1    | Robbie McEwen    | Australie | ?     |
| 2    | Luca Paolini     | Italie    | m.t.  |
| 3    | Scott Sunderland | Australie | m.t.  |
| 4    | Danilo Hondo     | Allemagne | m.t.  |
| 5    | Gene Bates       | Australie | m.t.  |

| Pos. | Coureur       | Pays      | Temps |
| ---- | ------------- | --------- | ----- |
| 1    | Robbie McEwen | Australie | ?     |
| 2    | Danilo Hondo  | Allemagne | m.t.  |
| 3    | Jaan Kirsipuu | Estonie   | m.t.  |
| 4    | Baden Cooke   | Australie | m.t.  |
| 5    | Andrea Tafi   | Italie    | m.t.  |

| Pos. | Coureur             | Pays      | Temps  |
| ---- | ------------------- | --------- | ------ |
| 1    | Cadel Evans         | Australie | ?      |
| 2    | Michael Rogers      | Australie | + 16 s |
| 3    | Daniele Nardello    | Italie    | + 25 s |
| 4    | Alexandre Botcharov | Russie    | + 25 s |
| 5    | Patrick Jonker      | Australie | + 33 s |

| Pos. | Coureur        | Pays      | Temps |
| ---- | -------------- | --------- | ----- |
| 1    | Robbie McEwen  | Australie | ?     |
| 2    | Julian Dean    | Australie | m.t.  |
| 3    | Baden Cooke    | Australie | m.t.  |
| 4    | Stefano Zanini | Italie    | m.t.  |
| 5    | Jaan Kirsipuu  | Estonie   | m.t.  |